# Médaille Alwin-Walther
Pour les articles homonymes, voir Walther.
La médaille Alwin-Walther est une distinction mathématique, décernée entre 1997 et 2010 par l'université de technologie de Darmstadt pour l'excellence  des activités de recherche et développement dans les domaines de l'informatique ou des mathématiques appliquées.
Depuis 2016, le Prix Robert Piloty a pris la suite de la médaille Alwin Walther ; doté de 10 000 euros, il complète les éventuels lauréats par des candidats issus des domaines du génie électrique et des technologies de l'information. Le prix est biennal.

## Lauréats
- 1997 : Hans H. Jung, Hans-Peter Kohlhammer
- 2000 : Robert Piloty (de), Willi Jäger
- 2002 : Hartmut Wedekind (de), Karl-Heinz Hoffmann
- 2004 : Roland Bulirsch (de), Theo Härder (de)
- 2006 : Reinhard Wilhelm, Martin Grötschel
- 2008 : Klaus Tschira, Karl Künisch
- 2010 : Peter Deuflhard (de), Wolfgang Effelsberg

## Lauréats du prix Robert Piloty[1]
- 2016 : Gerhard Weikum et Phuoc Tran-Gia
- 2019 : Klara Nahrstedt et Wolfgang Dahmen

## Notice biographique d'Alwin Walther

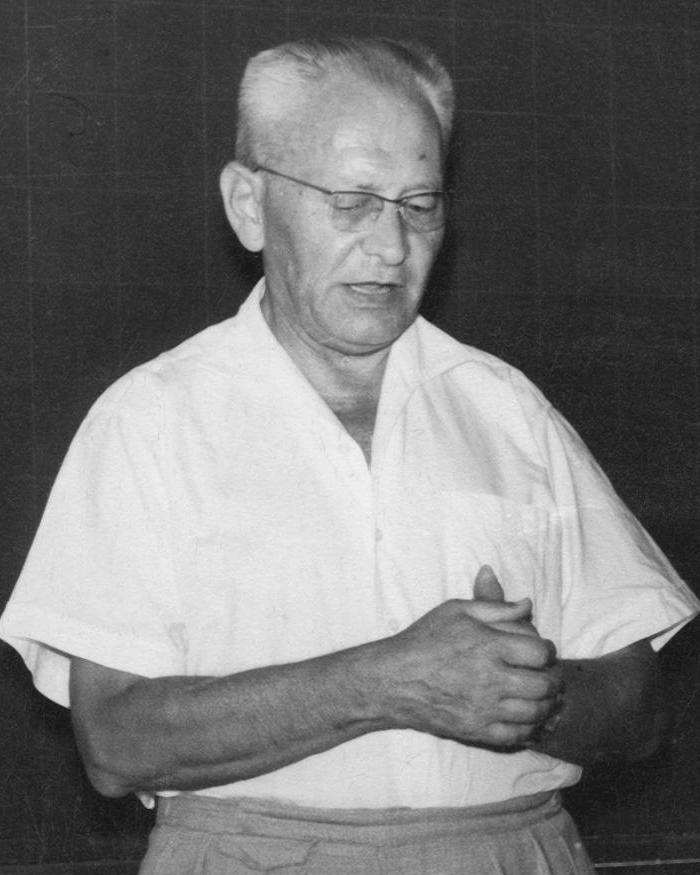
Alwin Oswald Walther, Darmstadt, en 1964.

Alwin Walther (de) (1898-1967) est un philosophe, mathématicien, ingénieur et professeur allemand. Il est l'un des pionniers des équipements informatiques en Allemagne. Son Institut für Praktische Mathematik ,à l'université de technologie de Darmstadt, a installé dès 1957 un premier ordinateur commercial, grâce auquel les étudiants de l'université pouvaient apprendre à programmer. Ses travaux se sont concentrés sur l'utilisation des mathématiques dans les sciences de la nature, les sciences de l'ingénieur et les sciences économiques. Il a contribué de manière significative à la construction du Deutsches Rechenzentrum (de) à Darmstadt.